# Ceratospirulina
Ceratospirulina es un género de foraminífero bentónico considerado un sinónimo posterior de Articulina de la subfamilia Tubinellinae, de la familia Hauerinidae, de la superfamilia Milioloidea, del suborden Miliolina y del orden Miliolida. Su especie tipo era Ceratospirulina sprattii. Su rango cronoestratigráfico abarcaba el Holoceno.

## Clasificación
Ceratospirulina incluía a la siguiente especie:
- Ceratospirulina sprattii